# Thietaan
Thietaan is een heterocyclische organische verbinding met als brutoformule C3H6S. Onder standaardomstandigheden komt de stof voor als een ontvlambare kleurloze vloeistof met een onaangename geur.
De structuur bestaat uit een verzadigde vierring (cyclobutaan), waarbij één koolstofatoom is vervangen door een zwavelatoom. Door de aanwezigheid van een volumineus heteroatoom in de relatief kleine ring, bezit de verbinding een minder grote ringspanning als in het alifatische analoog cyclobutaan.